# Lijst van burgemeesters van Zuidland
Dit is een lijst van burgemeesters van de voormalige Nederlandse gemeente Zuidland tot die gemeente op 1 januari 1980 met Abbenbroek en Oudenhoorn fuseerde tot de gemeente Bernisse.
| Ambtsperiode | Naam burgemeester                      | Partij of stroming | Bijzonderheden                                                                                        |
| ------------ | -------------------------------------- | ------------------ | --- |
| 1819 - 1824  | Pieter van Rosenbergh Pzn.             |                    | schout                                                                                                |
| 1825 - 1850  | Joannes Kluit Azn.                     |                    | |
| 1850 - 1852  | Jan Dirk Preuijt                       |                    | |
| 1852 - 1896  | Martinus Johannes de Jongh (1819-1899) |                    | tevens burgemeester van Oudenhoorn (1858-1896)                                                        |
| 1896 - 1903  | J. Vlielander                          |                    | tevens burgemeester van Oudenhoorn                                                                    |
| 1904 - 1943  | Gerrit van Andel                       |                    | tevens burgemeester van Oudenhoorn (1920-1943) en Abbenbroek (1920-1943)                              |
| 1944 - 1945  | Dirk Langereis                         |                    | tevens burgemeester van Oudenhoorn en Abbenbroek                                                      |
| 1946 - 1947  | Fop Willem van Driel                   |                    | tevens burgemeester van Oudenhoorn en Abbenbroek (beide 1945-1947) en Nieuw-Helvoet (1916-1949)       |
| 1947 - 1960  | Bert (L.) de Kool                      | ARP                | later burgemeester van Voorschoten                                                                    |
| 1960 - 1974  | N.P. Kremer                            | ARP                | tevens burgemeester van Oudenhoorn en Abbenbroek (beide 1967-1974), later burgemeester van Bodegraven |
| 1974 - 1980  | Henny (H.) van Geest                   | CHU                | tevens burgemeester van Oudenhoorn en Abbenbroek, later burgemeester van Bernisse                     |